# Mordellistena secreta
Mordellistena secreta es una especie de coleóptero de la familia Mordellidae.

## Distribución geográfica
Habita en el paleártico: Europa y noroeste de Asia.